# Semaran
Semaran is een bestuurslaag in het regentschap Sarolangun van de provincie Jambi, Indonesië. Semaran telt 1744 inwoners (volkstelling 2010).